# São Miguel de Alcainça
São Miguel de Alcainça ist ein Ort und eine ehemalige Gemeinde (Freguesia) im portugiesischen Kreis Mafra. Die Gemeinde hatte 1811 Einwohner (Stand 30. Juni 2011).
Am 29. September 2013 wurden die Gemeinden São Miguel de Alcainça und Malveira zur neuen Gemeinde União das Freguesias de Malveira e São Miguel de Alcainça zusammengeschlossen.